# Dolessala
Dolessala este o arie protejată (arie specială de conservare — SAC, sit de importanță comunitară — SCI, arie de protecție specială avifaunistică — SPA) din Letonia întinsă pe o suprafață de 1.044,14 ha, integral pe uscat.

## Localizare
Centrul sitului Dolessala este situat la coordonatele 56°51′20″N 24°14′06″E / 56.8555°N 24.2349°E.

## Înființare
Situl Dolessala a fost declarat arie de protecție specială avifaunistică în septembrie 2002 pentru a proteja 2 specii de plante și 22 de specii de animale. Alte tipuri de protecție:
- sit de importanță comunitară (în mai 2004)
- arie specială de conservare (în mai 2004)[2][4][5]

## Biodiversitate
Situată în ecoregiunea boreală, aria protejată conține 9 habitate naturale: Dune împădurite din regiunile atlantică, continentală și boreală, Cursuri de apă de la nivel de câmpie la nivel montan, cu vegetație Ranunculion fluitantis și Callitricho-Batrachion, Pajiști calcaroase din nisipuri xerice, Pajiști uscate seminaturale și facies de acoperire cu tufișuri pe substraturi calcaroase (Festuco-Brometalia) (* situri importante pentru orhidee), Pajiști fino-scandinave uscate până la mezice, bogate în specii de altitudine mică, Liziere de ierburi înalte hidrofile de câmpie și de nivel montan până la alpin, Fânețe de joasă altitudine (Alopecurus pratensis, Sanguisorba officinalis), Pante stâncoase calcaroase cu vegetație casmofită, Taiga vestică.
La baza desemnării sitului se află mai multe specii protejate:
- plante (2): Dianthus arenarius subsp. arenarius, dedițelul (Pulsatilla patens)
- păsări (18): pescăruș albastru (Alcedo atthis), buha (Bubo bubo), Bucephala clangula, barză albă (Ciconia ciconia), barză neagră (Ciconia nigra), cristeiul de câmp (Crex crex), lebădă de iarnă (Cygnus cygnus), lebădă de vară (Cygnus olor), ciocănitoarea de stejar (Dendrocopos medius), egretă albă (Egretta alba), codalb (Haliaeetus albicilla), pescăruș mic (Larus minutus), ciocârlie de pădure (Lullula arborea), ferestrașul mare (Mergus merganser), vultur pescar (Pandion haliaetus), cormoran mare (Phalacrocorax carbo), ciocănitoare verzuie (Picus canus), chiră mică (Sterna albifrons)
- mamifere (1): vidră de râu (Lutra lutra)
- nevertebrate (3): Graphoderus bilineatus, libelule (Leucorrhinia pectoralis), Osmoderma barnabita

Pe lângă speciile protejate, pe teritoriul sitului au mai fost identificate 15 specii de plante, 11 specii de păsări, 3 specii de amfibieni, 1 specie de mamifere, 20 de specii de nevertebrate, 1 specie de reptile.